# Ali Abdulemam
Ali Hassan Abdullah Abdulemam (arabe : علي حسن عبد الله عبد الامام), largement connu sous le nom d'Ali Abdulemam (en arabe علي عبد الإمام) est un blogueur bahreïni et contributeur à Global Voices. Il est le fondateur de Bahrain Online, un forum en ligne populaire et un site Web d'informations pro-démocratie,, et un membre du groupe de recherche et de surveillance du droit Bahrain Watch. Bien qu'il soit entré dans la clandestinité en mars 2011 pour échapper à la répression du gouvernement bahreïni contre les manifestants, il a été reconnu coupable par contumace d'avoir comploté pour renverser le gouvernement et condamné à 15 ans de prison. Les organisations mondiales de défense des droits humains ne sont pas convaincues de la culpabilité d'Abdulemam et ont exprimé leur opposition à la censure persistante et à l'obstruction du travail des journalistes dans la région. En 2013, Abdulemam s'est enfui au Royaume-Uni où il a rapidement obtenu l'asile politique. Il est nommé héros de l'information par Reporters sans Frontières en 2014.

## Biographie

### Bahreïn Online
Abdulemam a lancé Bahrain Online sous forme de blog anonyme en 1998, mais a révélé son identité plus tard en 2002. Le site est rapidement devenu l'une des publications les plus populaires du Bahreïn sur les forums des membres de l'opposition bahreïnite. Fin 2002, le gouvernement de Bahreïn a ordonné au fournisseur national de services Internet, Batelco, de bloquer l'accès au site, qui était hébergé aux États-Unis. Les contributeurs et les lecteurs ont pu accéder au site en utilisant des outils de contournement de la censure.
En février 2005, les autorités bahreïnies ont fait une descente au domicile d'Abdulemam à Jidhafs alors qu'Abdulemam était au travail. Lorsqu'il a appris le raid, Abdulemam s'est rendu aux autorités pour faire face à des accusations d '« incitation à la haine du gouvernement ». Lui et son équipe de développement ont été libérés après 15 jours de détention.

### arrestation de 2010 et torture
En août 2010, Abdulemam a été arrêté par les autorités bahreïnites pour "diffusion de fausses informations". Il a été emprisonné du 4 septembre 2010 à fin février 2011.  Reporters sans frontières rapporte qu'il s'est vu refuser un avocat et qu'il a été licencié de son travail chez Gulf Air. Son arrestation a provoqué des protestations de groupes de défense des droits de l'homme dans tout le monde arabe. Le gouvernement de Bahreïn l'a accusé dans une déclaration publiée par l'agence de presse publique de Bahreïn d'avoir tenté de renverser le régime et il a été accusé de "diffusion de fausses informations". Après sa libération, Abdulemam a raconté à Al Jazeera de la torture qu'il a subie alors qu'il était détenu par le gouvernement.

### Disparition en 2011 et condamnation par contumace
Trois semaines après sa libération le 23 février 2011, Abdulemam a disparu. Lui et 20 autres personnalités éminentes de l'opposition bahreïnite ont été jugés devant un tribunal militaire en juin 2011, accusés d'avoir fomenté un coup d'État contre le gouvernement bahreïni. Abdulemam a été condamné à 15 ans de prison, par contumace.

### Fuite de Bahreïn
Le 10 mai 2013, il a été relayé qu'Abdulemam s'était échappé de Bahreïn. Il est entré dans la clandestinité peu de temps après le début de la répression gouvernementale contre les manifestants en mars 2011 pour éviter d'être arrêté. Des militants, en collaboration avec un membre du Jaeger Corps danois, ont élaboré un plan pour faire sortir Abdulemam du pays.
Le plan était de faire visiter Bahreïn par l'artiste américain Tyler Ramsey avec un entourage comprenant Elizabeth Chambers et deux sosies d'Abdulemam. Abdulemam devait changer de place avec un membre de l'entourage de Ramsey dans un fast-food de l'aéroport. Ramsey et son entourage partiraient ensuite pour Chypre sur un jet affrété depuis une zone VIP spéciale à l'aéroport de Bahreïn, où ils ne seraient pas soumis à des contrôles de sécurité ou à des entretiens. Cependant, avant que le plan ne puisse être mis en œuvre, Abdulemam s'est échappé de Bahreïn via la chaussée du roi Fahd dans une voiture avec un compartiment caché. Depuis l'Arabie saoudite, il a voyagé par terre et par mer à travers le Koweït et l'Irak, avant de s'envoler pour Londres. Il a obtenu l'asile au Royaume-Uni peu de temps après son arrivée.

### Prix de la liberté du CEPOS
Le 21 mai 2013, le groupe de réflexion danois CEPOS a organisé son prix annuel de la liberté, où Abduleman a reçu le prix de la liberté, accompagné de 60 000 $. L'événement a été diffusé en direct sur Internet et le discours d'Abdulemam a ensuite été diffusé sur YouTube.